# Hatta Cultural and Sports Club
Maillots
Actualités
Dernière mise à jour : 19 août 2023.
Le Hatta Cultural and Sports Club (en arabe : نادي حتا الرياضي الثقافي), plus couramment abrégé en Hatta Club, est un club émirati de football fondé en 1981 et basé à Hatta.
Il évolue depuis lors de la saison 2023-2024 en première division du championnat des Émirats arabes unis.

## Anciens entraîneurs[1]
- 2006-2007 :  Ebrahim Ghasempour
- 2007 :  Mohamed Almansi